# Rolando Villazon
Emilio Rolando Villazón Mauleón, född 22 februari 1972 i Mexico City, är en mexikansk och fransk tenor. 1999 deltog han i den stora tävlingen Operalia och var en av vinnarna. Han har spelat in ett antal skivor, bland annat Duets med Anna Netrebko. 
Villazón har släppt 13 CD-skivor och har medverkat bland annat tillsammans med Patrizia Ciofi och Topi Lehtipuu på inspelningen av Il Combattimento di Tancredi e Clorinda av Claudio Monteverdi, som dirigerades av Emmanuelle Haïm.  
I augusti 2005 spelade han Alfredo i Verdis La Traviata på Salzburgfestivalen, dirigerad av Carlo Rizzi och regisserad av Willy Decker. Han spelade den tillsammans med sin mest förekommande motspelerska, Anna Netrebko som Violetta Valéry. De båda har även framträtt tillsammans i en videoinspelning av Donizettis Elisir d'amore.
2007 bytte Villazón skivbolag då han skrev ett långt kontrakt med Deutsche Grammophon. I slutet av 2007 tvingades han ställa in sina framträdanden på grund av hälsoproblem.

## Diskografi
- Romeo y Julieta CD (2002)
- Der Fliegende Holländer CD (2002)
- Berlioz: La Révolution Grecque CD (2004)
- Italian Opera Arias CD (2004)
- Gounod & Massenet Arias CD (2005)
- Tristan und Isolde CD:s och DVD (2005)
- Don Carlo 2 DVD:s (2005), Opus Arte
- La Traviata CD (2005)
- Merry Christmas (Soundtrack) CD (2005)
- Opera Recital CD och DVD (2006)
- La Traviata DVD och 2-DVD
- La Bohème DVD (2006), Bregenzer Festspiele 2002, ORF + Capriccio
- Monteverdi: Il Combattimento CD och DVD (2006)
- Donizetti: L'elisir d'amore DVD (2006)
- The Berlin Concert: Live from the Waldbühne DVD (2006)
- Gitano CD och DVD (2007)
- Duets tillsammans med Anna Netrebko CD och DVD (2007)
- Viva Villazón CD (2007)
- La Traviata med Renée Fleming DVD (2007)
- Manon DVD (2007)